# 리처드 후커
리처드 후커(Richard Hooker, 1554년 3월 ~ 1600년 11월 3일)는 영국 성공회의 신학자이다. 1568년 옥스퍼드 코퍼스 크리스티 칼리지에 입학하여 성서, 교회역사, 철학 등의 다양한 분야를 공부하였다.

## 저술활동
《교회정치법》(Laws of Ecclesiastical Polity)을 저술하여, 청교도와 로마 가톨릭에 대해 영국성공회를 옹호하였다. 리처드 후커는 교회정치법에서 나라의 권력이 교회안에서 정당한 역할을 할 수 있다고 보았으며, 교회의 전통과 이성이 성서와 더불어 신앙의 기준이 된다고 보았다. 이는 교회의 권위를 강조하는 로마 가톨릭과 성서에 쓰인대로 믿어야 한다면서 성공회의 보편 교회로써의 전통을 반대하는 청교도들로부터 성공회를 변증하기 위한 것이었다.

## 예배에 대한 관점
그는 공예배에 대하여 하나님의 말씀에 의해 결정되어야 한다고 주장하였지만, 예배의 모든 문제에 대하여 하나님에 의해 정해져 있다고 보지 않았다. 즉, 성경에 의해 정해져 있지 않은 부분에 대하여는 교회가 분별하여 자유롭게 정할 수 있다고 생각하였다.

## 법에 대한 관점
정치 철학에서 후커는 법과 정부의 원천에 대한 설명을 가장 잘 한것으로 알려져 왔다. 1권에서 그는 토마스 아퀴나스의 법에 관한 관점을 대부분 가져와, 법에 대하여 일곱 가지로 나누어 설명하였다.  

## 기독론에 대한 관점
후커는 기독론의 결론은 항상 온전한 성례(Sacrementalism)이어야 한다고 주장하였다.

## 같이 보기
- 고교회파
- 저교회파
- 광교회파
- 토머스 카트라이트 (영국 국교회의 형식과 절차를 비판)